# Wollastonite
La wollastonite est une espèce minérale  du groupe des silicates, sous-groupe des inosilicates, de la famille des pyroxénoïdes de formule CaSiO3 avec des traces de : Al, Fe, Mn, Mg, Na, K, H2O, et S.

## Inventeur et étymologie
Décrite dès 1818 par le minéralogiste J. Léhman, elle est dédiée au chimiste anglais William Hyde Wollaston. Le minéralogiste allemand A. Stütz dans Neue Einrichtung der k.-k. Naturalien-Sammlung zu Wien, en avait fait une description incomplète sous le nom de Tafelspath en 1793.

### Cristallochimie
La wollastonite sert de chef de file à un groupe de minéraux isostructuraux qui porte son nom.
| Minéral                  | Formule              | Groupe ponctuel | Groupe d'espace |
| ------------------------ | -------------------- | --------------- | --------------- |
| Wollastonite-1A          | CaSiO3               | 1               | P1              |
| Wollastonite-2M          | CaSiO3               | 2/m             | P 21/a          |
| Wollastonite-3A-4A-5A-7A | CaSiO3               | 1               | P1              |
| Bustamite                | (Mn,Ca)3Si3O9        | 1               | P1              |
| Ferrobustamite           | Ca(Fe,Ca,Mn)Si2O6    | 1               | P1              |
| Pectolite                | NaCa2Si3O8(OH)       | 1               | P1              |
| Sérandite                | Na(Mn,Ca)2Si3O8(OH)  | 1               | P1              |
| Cascandite               | Ca(Sc,Fe)Si3O8(OH)   | 1               | P1              |
| Denisovite               | (K,Na)Ca2Si3O8(F,OH) | Mono            |                 |
| Tanohataïte!             | LiMn2Si3O8(OH)       | 1               | P1              |

## Structure
En dépit de sa ressemblance chimique avec le spectre de la composition du groupe de minéraux de pyroxène – où le magnésium et le fer se substituent au calcium respectivement dans le diopside et l’hédenbergite – elle est structurellement très différente (voir Fig. 1), avec trois tétraèdres de SiO4 dans sa chaine (à l’opposé de deux seulement pour les pyroxènes).

### Polymorphes
- wollastonite-1A : C'est l'ancienne espèce de référence. Nouvelle description moderne par Henmi & al. en 1978, le topotype est : Ciclova Montana (Csiklovabanya) Roumanie[4].

Synonyme : wollastonite, wollastonite-1T.
- wollastonite-2M : Décrite par Peacock  en 1935 c’est la forme monoclinique, réseau primitif P.

Synonyme : manganoparawollastonite, parawollastonite
- wollastonite-3A : décrite par Henmi & al. en 1983 le topotype est : Kushiro, Hiroshima Japon comme les 3 autres polytypes suivants.
- wollastonite-4A
- wollastonite-5A
- wollastonite-7A

### Cristallographie
La wollastonite cristallise dans le système triclinique, dans le groupe d'espace {\displaystyle P}1 ; dans la classe cristalline pinacoïdale.
- Dimensions de la maille conventionnelle a = 7,94 Å, b = 7,32 Å, c = 7,07 Å ; α = 90,03 °, β = 95,37 °, γ = 103,43 °
- Six unités de formule par maille conventionnelle (voir Fig. 2).

| Données cristallographiques pour la wollastonite |                                  |                                      |                                    |                                  |                                      |                                    |
| Nom                                              | Wollastonite-1A Wollastonite     | Wollastonite-1A Wollastonite         | Wollastonite-2M Parawollastonite   | Wollastonite-2M Parawollastonite | Wollastonite-4A Pseudowollastonite   | Wollastonite-4A Pseudowollastonite |
| Système cristallin                               | Triclinique                      | Triclinique                          | Monoclinique                       | Monoclinique                     | Monoclinique                         | Monoclinique                       |
| Classe cristalline                               | 1                                | 1                                    | {\displaystyle 2/m}                | {\displaystyle 2/m}              | {\displaystyle 2/m}                  | {\displaystyle 2/m}                |
| Groupe d'espace                                  | {\displaystyle P}1               | {\displaystyle P}1                   | {\displaystyle P2_{1}/a}           | {\displaystyle P2_{1}/a}         | {\displaystyle C2/c}                 | {\displaystyle C2/c}               |
| Paramètres de maille                             | a = 794 pm b = 732 pm c = 707 pm | α = 90,03 ° β = 95,37 ° γ = 103,43 ° | a = 1 543 pm b = 732 pm c = 707 pm | α = 90 ° β = 95,40 ° γ = 90 °    | a = 684 pm b = 1 187 pm c = 1 963 pm | α = 90 ° β = 90,67 ° γ = 90 °      |
| Nombre d'unités de formule dans la cellule       | 6                                | 6                                    | 12                                 | 12                               | 8                                    | 8                                  |

| Chaînes SiO3: pyroxène versus wollastonite                                           |
| Fig. 1 : Enstatite (groupe des pyroxènes) et wollastonite (groupe des pyroxénoïdes). |

| Maille de la wollastonite                       |
| Fig. 2 : Maille cristalline de la wollastonite. |

## Synonymie
- gillebachite ; gillebäckite ; gjellebäckite : variantes orthographiques sur le nom de la ville de Gjellabäk en Norvège.
- grammite[5]
- okénite (Rink)[6]
- parawollastonite
- photolite synonyme partagé avec la pectolite[7]
- rivaite : d'après le Dr Riva qui a fourni les premiers échantillons du Vésuve[8]
- spath en tables (René Just Haüy)[9]
- stellite (Thomson)[10]. Le nom rappelle la disposition en étoile de cristaux, de fait il semble que les échantillons écossais qui ont servi à la description soient de la pectolite.
- tafelspath (Stütz 1793)[11]
- vilnite[6]. Nommé d'après la ville de Vilna en Lituanie.
- zurlite (Raimondini) : espèce déclassée décrite au XIXe siècle par le minéralogiste italien Vincenzo Raimondini et dédiée à Giuseppe Zurlo, « zélé amateur des sciences naturelles »[12].
- zurlonite : variante orthographique sur le mot précédent[5].

## Variété
- Manganoparawollastonite : Variété de wollastonite riche en manganèse décrite en 1994 en tant qu'espèce mais déclassée en 2007 au rang de variété[13]

## Gîtologie
- La wollastonite se forme dans les calcaires impurs ou dans les dolomies soumis à des conditions de hautes températures et des pressions en présence de solution de silice. Dans la grande majorité des cas, la formation de la wollastonite est le résultat de la réaction suivante entre la calcite et la silice avec perte de dioxyde de carbone :

CaCO3 + SiO2 {\displaystyle \rightarrow } CaSiO3 + CO2.
- Elle se forme aussi dans les skarns ou au contact des roches métamorphiques.

### Minéraux associés
Grenats, vésuvianite, diopside, trémolite, épidote, plagioclase, pyroxène et calcite.

## Utilité
La  wollastonite est très appréciée pour sa haute luminosité et sa blancheur, son faible taux d'humidité, sa possibilité d'absorption des huiles et enfin sa  faible teneur en matières volatiles. Pour toutes ces raisons, la wollastonite est utilisée dans les céramiques, les produits de friction (freins et embrayages), et en produit  de charge pour la peinture et les plastiques.

### Production
En 2005, la Chine était le premier producteur mondial de wollastonite avec au moins 50 % de parts de marché, suivie par l'Inde et les États-Unis, suivant le rapport du « British Geological Survey ».
Aux États-Unis, la wollastonite est exploitée à Willsboro, État de New York. Les dépôts ont également été exploités commercialement dans le nord ouest du Mexique (Fig. 3).

## Galerie

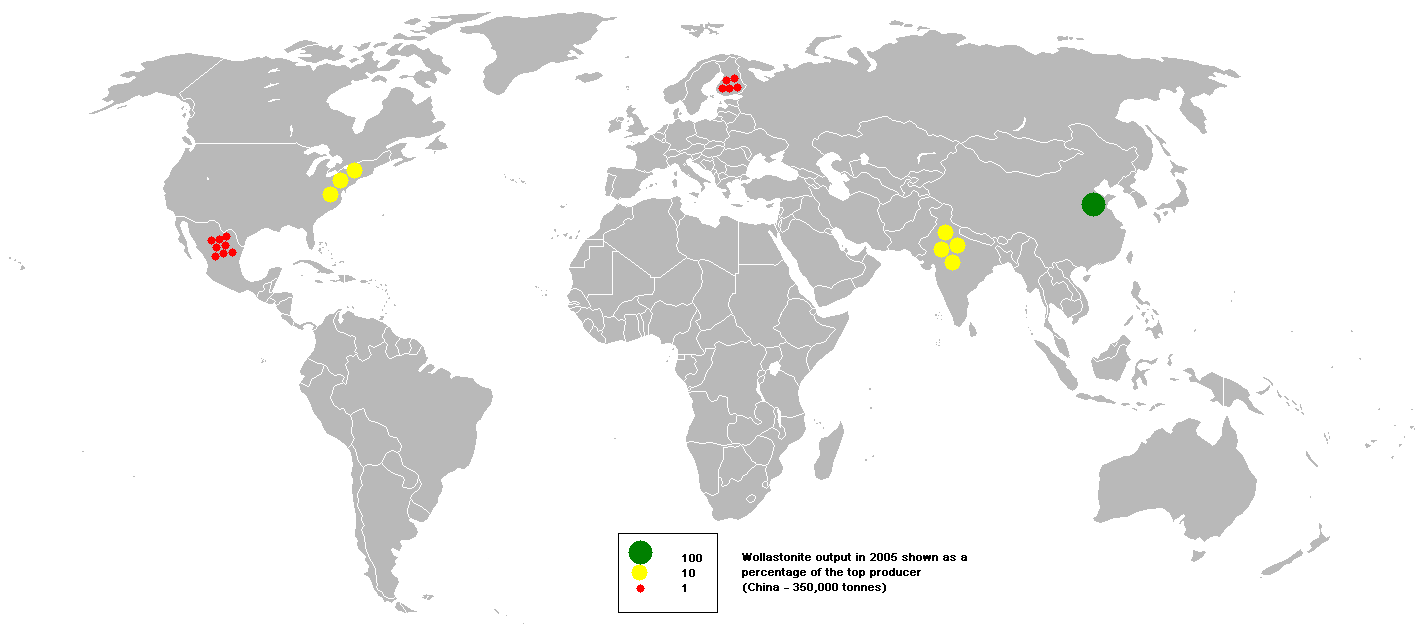
Fig. 3 : Production mondiale de wollastonite
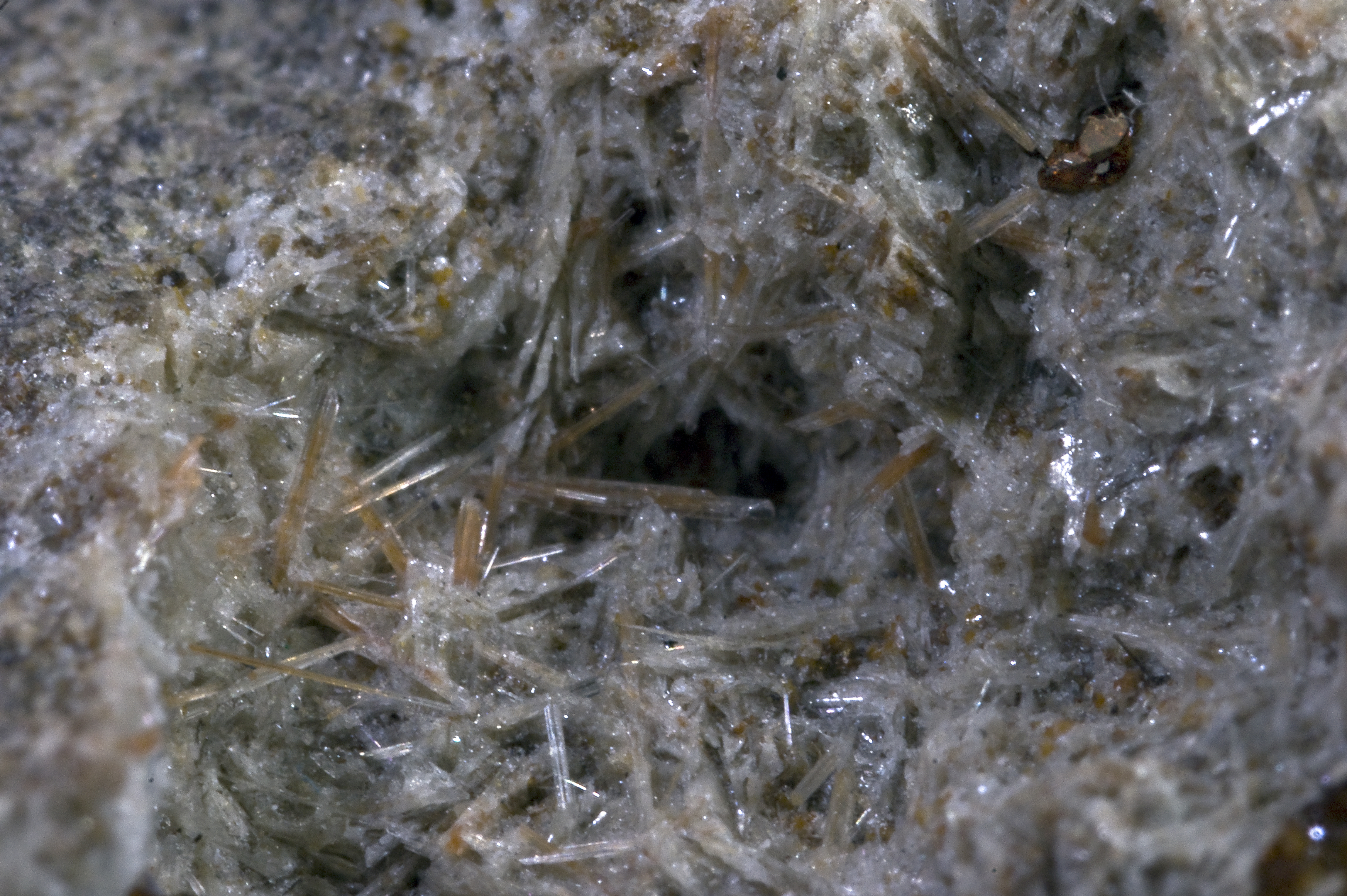
Fig. 4 : Wollastonite – Monte Somma, Italie (vue 18 mm)
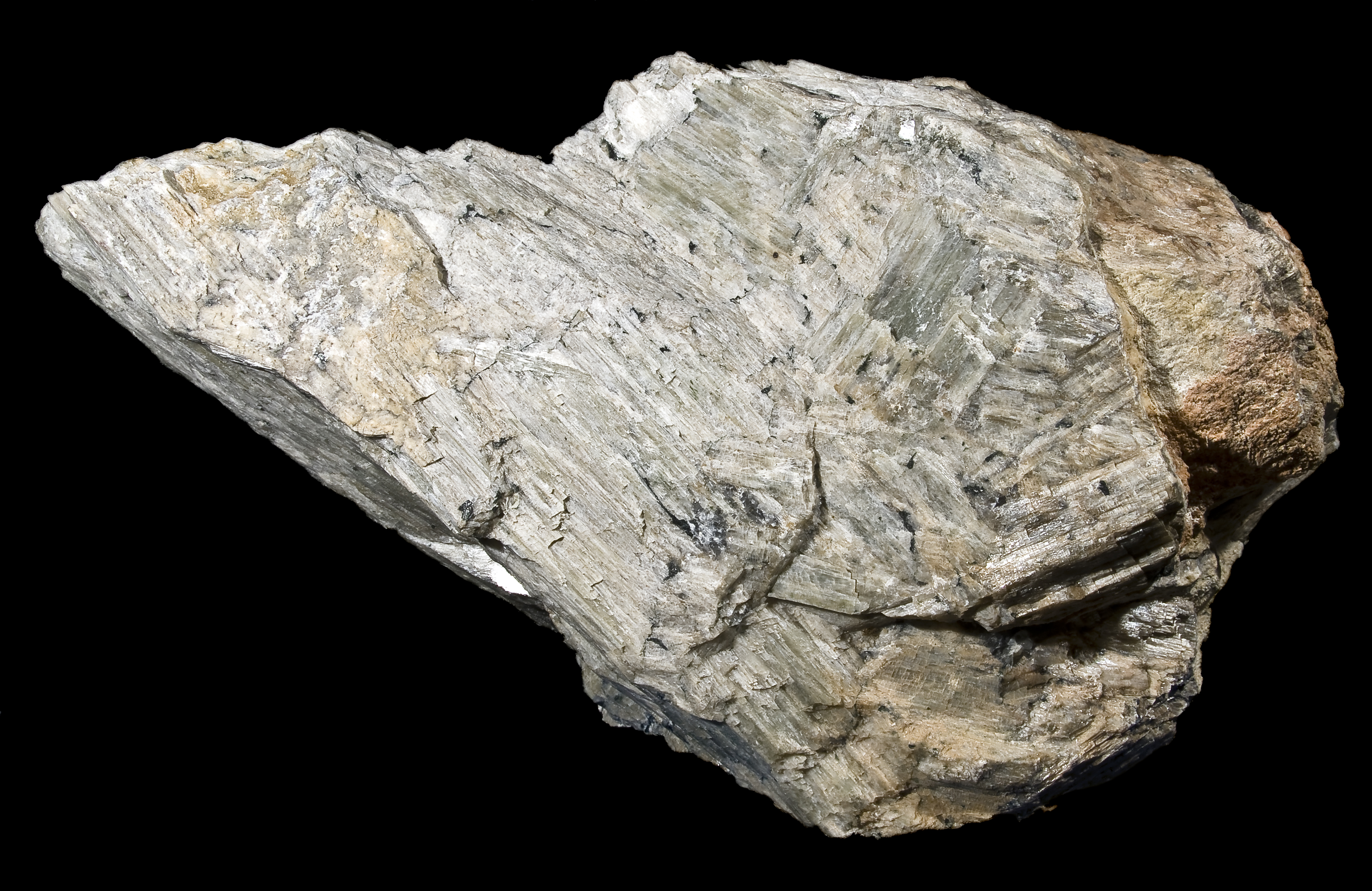
Fig. 5 : Wollastonite – Tranomaro, Madagascar (22 cm x 12 cm)

## Gisements remarquables
- Canada
  - Jeffrey mine, Asbestos, les Sources RCM, Estrie, Québec[15]
- Espagne
  - Aroche, Huelva, Andalousie
- France
  - Lapanouse-de-Sévérac, Aveyron, Midi-Pyrénées : site d'anciennes scories[16]
  - Saint-Maime-Volx, Alpes-de-Haute-Provence, Provence-Alpes-Côte d'Azur[17]
- Italie
  - Monte Somma, Somma-Vésuve, Province de Naples, Campanie ;  pour le polytype Wollastonite - 2M
- Madagascar
  - Ambindandrakemba, Commune de Tranomaro, District d'Amboasary, Région d'Anosy (Fort Dauphin), Province de Tuléar